# Juan Roca
Juan Roca Brunet (* 25. Juli 1950 in Havanna; † 9. Juli 2022 ebenda) war ein kubanischer Basketballspieler.

## Karriere
Juan Roca gewann mit der kubanischen Nationalmannschaft bei den Olympischen Spielen 1972 die Bronzemedaille und belegte 1976 in Montreal den siebten Platz.
Bei den Panamerikanischen Spielen 1971 konnte er erneut eine Bronzemedaille mit dem kubanischen Team gewinnen. Zudem siegte er mit dem Team bei den Zentralamerika- und Karibikspielen 1974 und gewann 1978 die Silbermedaille.